# Isla del Rey
Isla del Rey è un'isola dell'arcipelago delle Perle, gruppo di isole nel golfo di Panama (Oceano Pacifico). Si trova nel distretto di Balboa della provincia di Panama, della Repubblica di Panama. Il villaggio di San Miguel è il capoluogo del distretto di Balboa.

## Descrizione
È l'isola più grande dell'arcipelago e la seconda più grande delle isole di Panama, dopo Coiba. Ha una superficie di 234 km². il punto più alto (206 m) si trova nella parte nord-occidentale dell'isola. Oltre al capoluogo, San Miguel, ci sono altre quattro villaggi: La Esmeralda, La Ensenada e La Guinea.

## Storia
Nell'ottobre del 1513 dal conquistatore spagnolo Vasco Núñez de Balboa fu il primo europeo ad avvistare l'isola durante la sua prima spedizione nell'Oceano Pacifico. La vide solo da lontano perché il maltempo gli impedì di sbarcare. La chiamò "Isla Rica".